# Antonio Sabàto Jr.
Antonio Sabàto Jr. (Roma, 29 de fevereiro de 1972) é um ator italiano, naturalizado norte-americano. Foi casado com Alicia Tully Jensen. Tem dois filhos, um menino que é fruto da sua relação com a atriz Virginia Madsen, e uma menina com a namorada Kristin Rosetti. Atuou no filme "Testosterona" ao lado de Sonia Braga e David Sutcliffe em 2003.